# Crescencio Gómez Valladares
Crescencio Gómez Valladares (Tegucigalpa, 1833-1921) Abogado y político de inclinación conservadora, Presidente Provisorio de la República de Honduras entre los días 15 de mayo al 1 de septiembre de 1865; y entre el 13 de junio al 12 de agosto de 1876.

## Biografía
Crescencio Gómez Valladares, nació en la ciudad de Tegucigalpa, Honduras el 19 de abril de 1833, siendo hijo del matrimonio entre: Juan Bautista Gómez Rodríguez y María Santos Valladares.
Crescencio Gómez recibió sus estudios de primeras letras en la escuela de Tegucigalpa y después asistió a la Academia Literaria de Tegucigalpa (actual, Universidad Nacional Autónoma de Honduras) de la cual se graduó de Abogado en 1855.
En 1862 contrajo matrimonio con Damiana Gálvez.
Fue Secretario de la Universidad Nacional de Honduras y catedrático y Decano de la Facultad de Jurisprudencia.

## Cargos políticos
| Fecha                             | Cargo                                                                                                |
| Presidencia José María Medina     | Presidencia José María Medina                                                                        |
| --------------------------------- | --- |
| 1865                              | Diputado por Tegucigalpa                                                                             |
| 1865                              | Ministro de Guerra                                                                                   |
| 1865                              | Presidente por depósito (15 de mayo al 1 de septiembre)                                              |
| Presidencia Francisco Cruz Castro | |
| 1869 (agosto 18) 1870 (julio)     | Ministro del Interior                                                                                |
| 1870                              | Diputado ante el Parlamento                                                                          |
| 1872                              | Designado a la Presidencia provisional de Honduras (5 de abril- 12 de mayo de 1872)                  |
| Presidencia Marco Aurelio Soto    | |
| 1880                              | Diputado por El Paraíso, ante el Parlamento                                                          |
| 1881-1883                         | Magistrado Propietario de la Corte Suprema de Justicia                                               |
| Presidencia Luis Bográn Barahona  | |
| 1883-1891                         | Ministro de Gobernación, en el gabinete del general Luis Bográn.                                     |
| 1887-1892                         | Magistrado Presidente de la Tribunal Supremo de Justicia                                             |
| 1890                              | Ministro de Relaciones Exteriores                                                                    |
| 1888-1891                         | Ministro de Fomento                                                                                  |
| Presidencia Manuel Bonilla        | |
| 1903-1907                         | Fiscal general en la Corte Suprema de Justicia, durante la administración del general Manuel Bonilla |

## Presidencias provisorias
El general José María Medina deposita la presidencia interinamente en su Ministro de Guerra, el abogado Crescencio Gómez Valladares entre el 15 de mayo al 1 de septiembre de 1865, fue la primera vez que Gómez asume a la primera administración del estado.
La segunda vez que asumió dicho cargo, fue entre 2 de octubre de 1865 al 1 de febrero de 1866. Gómez Valladares fungía como senador cuando el General José María Medina le diese la oportunidad de dirigir de acuerdo a lo establecido en la Constitución Política de 1865. Las elecciones se llevarían a cabo el 18 de octubre de 1865, mientras, Medina se había trasladado a la ciudad de Gracias a esperar el resultado favorable.
La tercera oportunidad la realizaría entre 5 de abril de 1872. Cuando el General Medina marcha a dirigir sus tropas personalmente en la frontera con El Salvador; los salvadoreños gana a Medina y este se retira con unas columnas hacia el norte de Honduras, los salvadoreños al mando invaden Tegucigalpa, el 9 de mayo de 1872. El 16 de julio de ese año el General Juan Antonio Medina Orellana, ordena al Licenciado Gómez Valladares que firme un Decreto cediendo el poder, que no le duraría al militar, sino hasta el 26 de julio de 1872. El mismo Crescencio Gómez entregaría el gobierno al abogado Carlos Céleo Arias, quien se había proclamado presidente con ayudas de los gobiernos de Guatemala y El Salvador. Previamente el General Medina había sido derrotado en Comayagua, Santa Bárbara y huyendo hacia Omoa, donde fue arrestado.
La cuarta sería entre el 13 de junio de 1876, Medina hace entrega de la presidencia a Gómez, quien se la devuelve el 12 de agosto del corriente año, nuevamente en Comayagua.
- Durante la presidencia del abogado Carlos Céleo Arias, el General Medina y Gómez Valladares fueron capturados; Gómez fue mantenido bajo arresto domiciliario, hasta el 13 de enero de 1874, fecha en que derrocaron el gobierno de Arias.

El periodista Paulino Valladares escribiría un artículo sobre este personaje político en el Periódico “El Cronista” en fecha 12 de julio de 1915.

## Obras publicadas
Necrología de don Francisco Planas, publicada en 1897.

## Muerte
Crescencio Gómez Valladares fallecería en fecha 9 de mayo de 1921, a la edad de 88 años.